# Torgelow

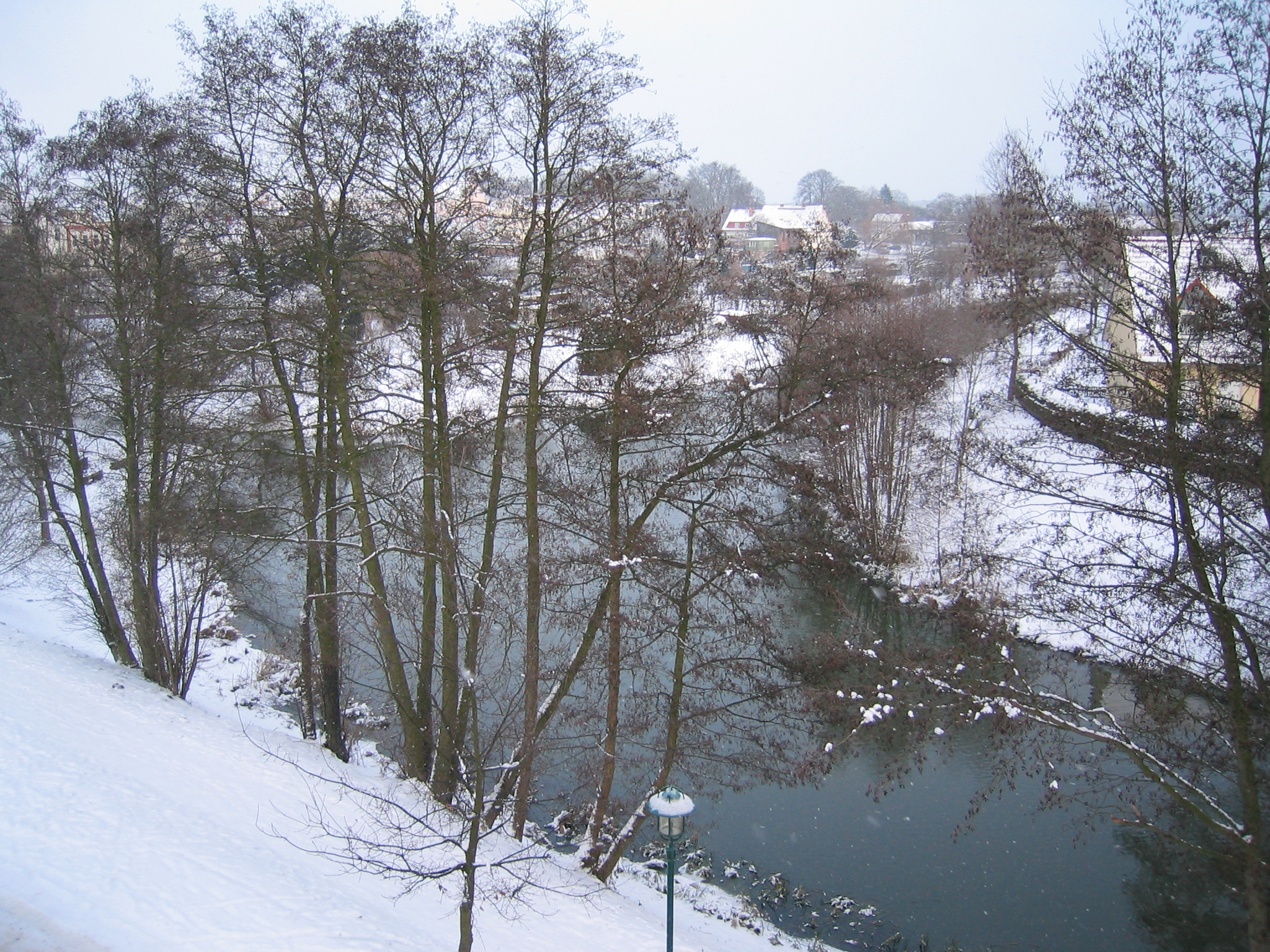
Wkra na skraju Puszczy Wkrzańskiej w Torgelow

Torgelow – miasto we wschodnich Niemczech, w kraju związkowym Meklemburgia-Pomorze Przednie, w powiecie Vorpommern-Greifswald, siedziba Związku Gmin Torgelow-Ferdinandshof.
25 maja 2014 do miasta przyłączono dwie gminy: Heinrichsruh i Torgelow-Holländerei, które stały się jego dzielnicami.

## Toponimia
Nazwa pojawia się w źródłach pierwotnie w formach Turglowe (1270), Torglowe (1271), Turiglov (1281), Tuchglove (1320). Wywodzi się z połabskiego Turoglovy, powstałego z połączenia słów tur i glova „głowa”. W języku polskim rekonstruowana jest w formie Turzegłowy.

## Położenie
Miasto leży nad rzeką Wkrą (Uecker) pomiędzy Ueckermünde i Pasewalkiem w Puszczy Wkrzańskiej.

### Sąsiednie gminy
Liepgarten, Torgelow-Holländerei, Eggesin, Viereck, Hammer a. d. Uecker i Ferdinandshof.

## Gospodarka
W Torgelow funkcjonuje odlewnia wykorzystująca lokalne pokłady rudy darniowej, co znalazło odbicie również w herbie miasta. Została założona 25 grudnia 1753 i obecnie nosi nazwę Eisengießerei Torgelow.

## Transport
Przez teren miasta przebiega droga krajowa B109.

## Zabytki
- kościół Chrystusa

## Turystyka
W mieście i bezpośredniej jego okolicy znajdują się trzy atrakcje turystyczne:
- skansen Ukranenland – osiedle słowiańskich handlarzy i rękodzielników z IX-X w. z odtworzoną zabudową i inscenizacją prawdziwego życia sprzed ponad tysiąca lat. Nazwa pochodzi od słowiańskiego plemienia Wkrzan zamieszkujących we wczesnym średniowieczu te ziemie. Dla potrzeb skansenu zbudowano repliki słowiańskich statków Agnes, Svantevit (Świętowit) i Svarog (Swarożyc) pływających po Wkrze. Program Ukranenland Historische Werkstätten wzorowany jest na programie zrealizowanym w centrum archeologicznym w Roskilde (Dania).
- Castrum Turglowe – rekonstrukcja podzamcza z 1281 roku naturalnej wielkości pod ruinami zamku, w którym odtworzono życie i pracę rzemieślników miejskich: kowali, garncarzy, cieśli i stolarzy oraz krawców.
- wodne centrum rozrywki – zespół basenów z podgrzewaną wodą i infrastrukturą.

## Wojsko
Na terenie miasta swoją siedzibę ma komendantura poligonu wojskowego Jägerbrück.

## Współpraca
Miejscowości partnerskie:
- Espelkamp, Nadrenia Północna-Westfalia
- Kamień Pomorski, Polska